# Musée Zambaccian
 (décembre 2017).
Si vous disposez d'ouvrages ou d'articles de référence ou si vous connaissez des sites web de qualité traitant du thème abordé ici, merci de compléter l'article en donnant les références utiles à sa vérifiabilité et en les liant à la section « Notes et références ».

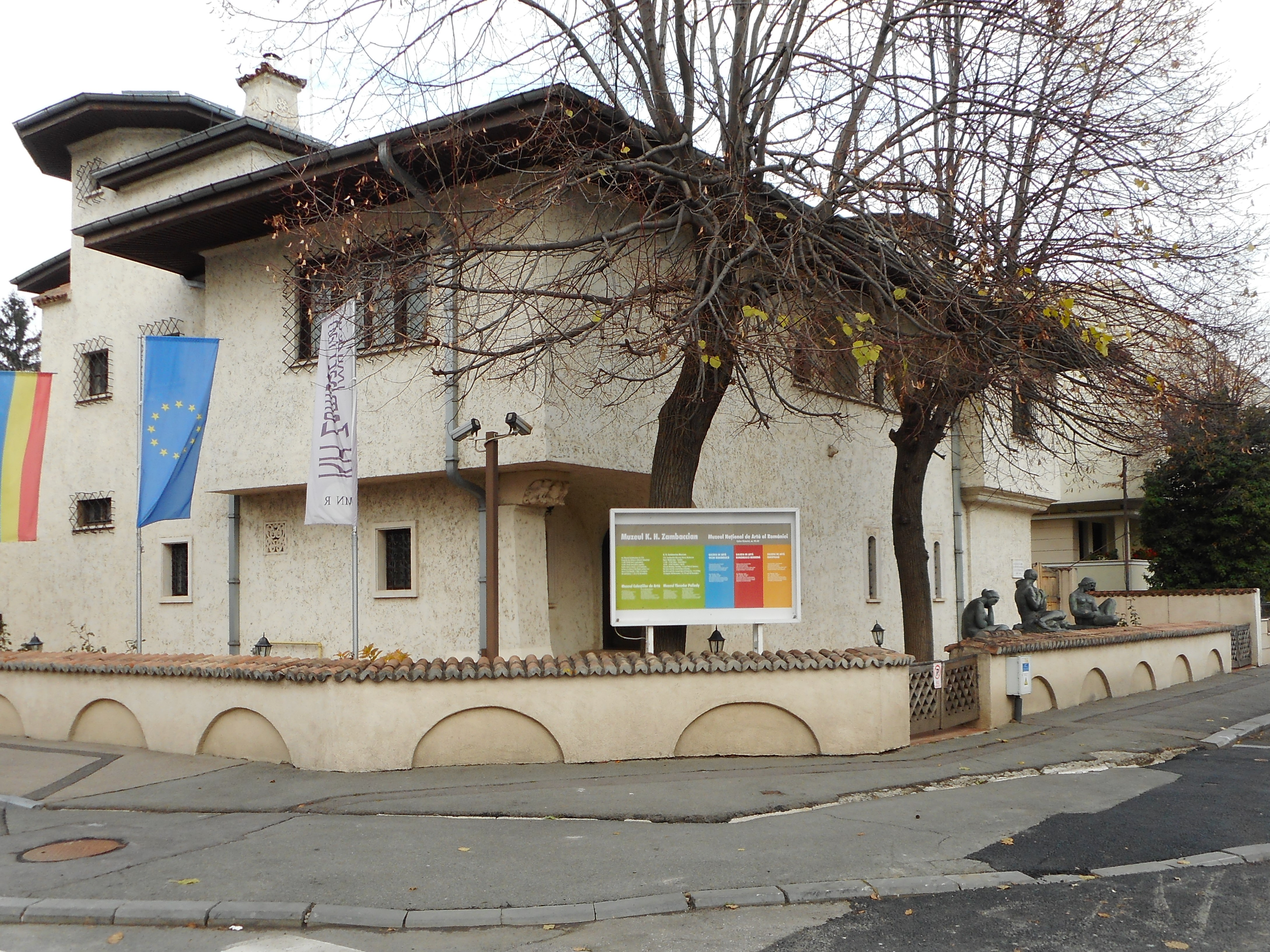
Musée Zambaccian (extérieur)

Le musée Zambaccian est un musée d’art de Bucarest situé dans l’ancienne demeure de Krikor H. Zambaccian (1889-1962), un amateur d'art et homme d’affaires roumain.

## Historique
Né à Constanța, Krikor H. Zambaccian (1889-1962) était passionné de peinture et d’art en général. Ami de nombreux artistes, mécène, il a constitué tout au long de sa vie une importante collection privée dont il fit don, avec sa maison, à l’État roumain.
Construite pour héberger les nombreuses œuvres composant sa collection, la maison fut terminée en 1943 puis agrandie en 1957.
Le musée a ouvert ses portes au public en 1947. Il fut fermé après le tremblement de terre de 1977 : les œuvres furent alors exposées au musée des collections d’art de 1978 jusqu’à sa réouverture en 1996.
Aujourd’hui le musée Zambaccian constitue une section du musée national d'Art de Roumanie.

## Collections

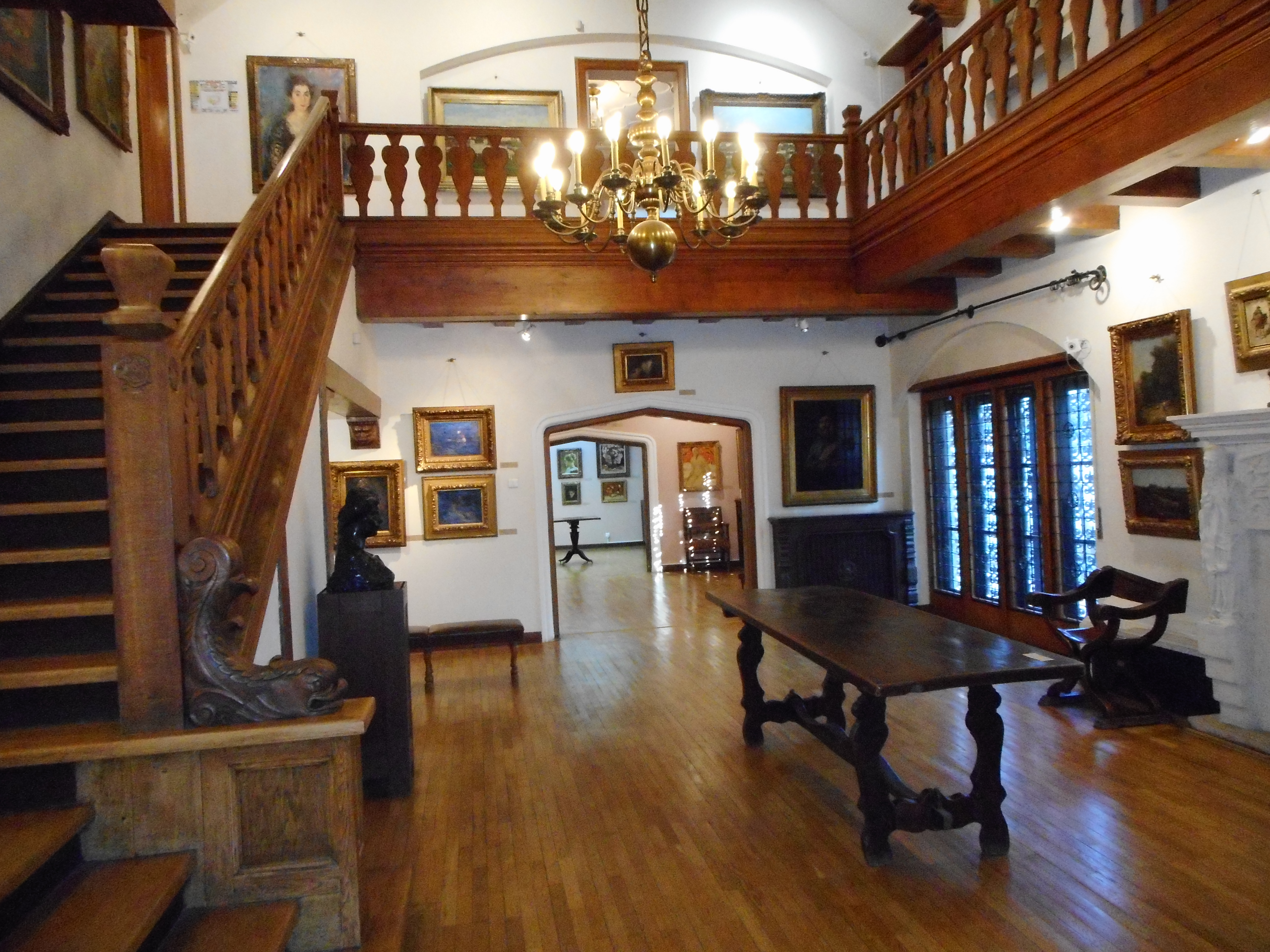
Musée Zambaccian (intérieur)

La collection est composée d’un ensemble d’œuvres allant du milieu du XIXe siècle au milieu du XXe siècle.

### Sculpteurs
Constantin Brâncuși, Oscar Han, Cornel Medrea, Dimitrie Paciurea (en), Milița Petrașcu (en)

### Peintres roumains(liste non exhaustive)
Ion Andreescu, Corneliu Baba, Lucia Demetriade Balacescu, Henri Catargi, Horia Damian, Nicolae Dărăscu, Lucian Grigorescu, Nicolae Grigorescu, Iosif Iser, Ștefan Luchian, Alexandru Moser Padina (ro), Theodor Pallady, Gheorghe Petrașcu, Vasile Popescu, Camil Ressu, Nicolae Tonitza.

### Peintres français / Autres

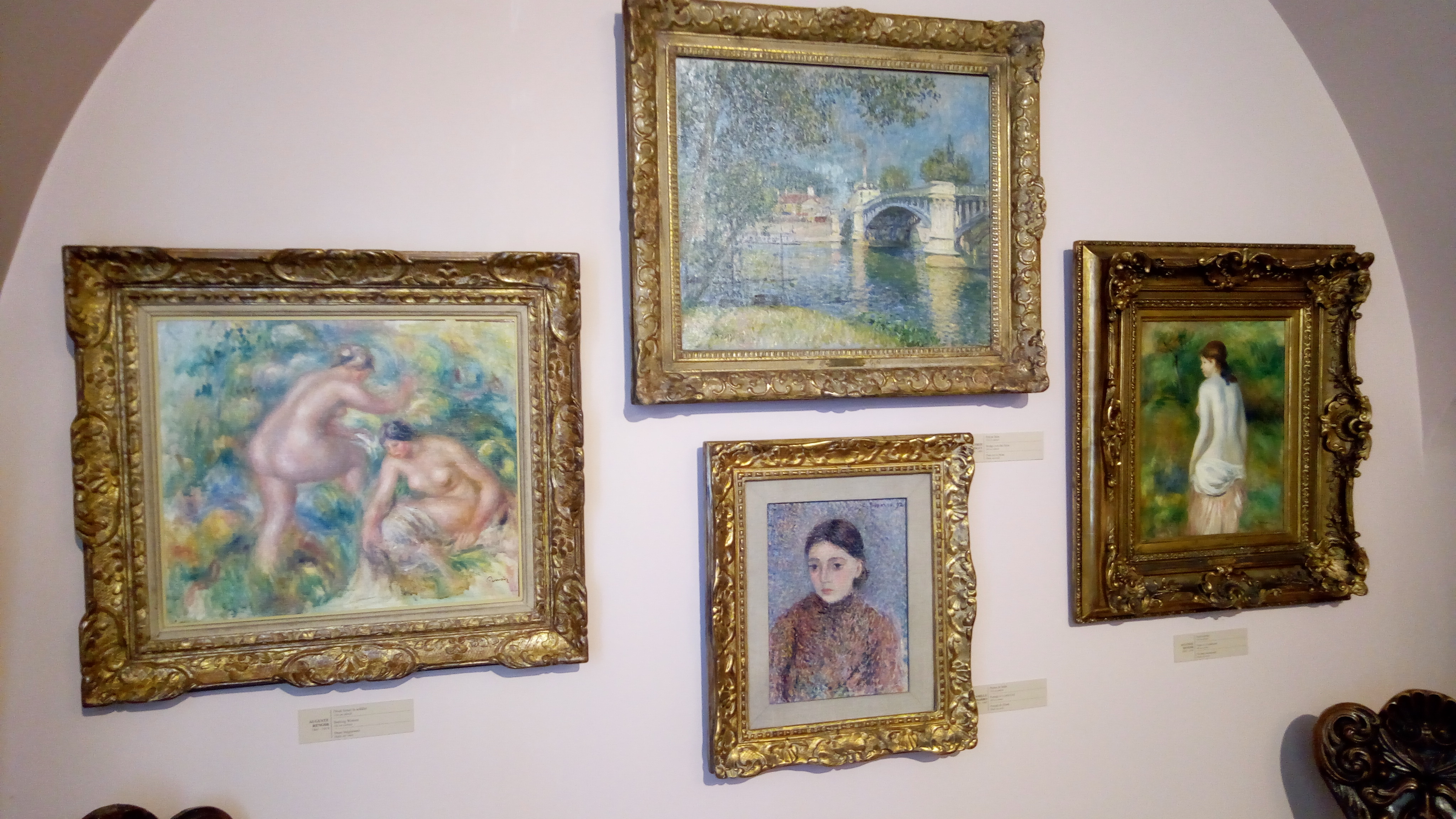
Musée Zambaccian (Renoir, Sisley, Pissarro)

Pierre Bonnard, Paul Cézanne, Camille Corot, Eugène Delacroix, André Derain, Henri Matisse, Pablo Picasso, Camille Pissarro, Pierre-Auguste Renoir, Alfred Sisley, Maurice Utrillo.